# Габбай

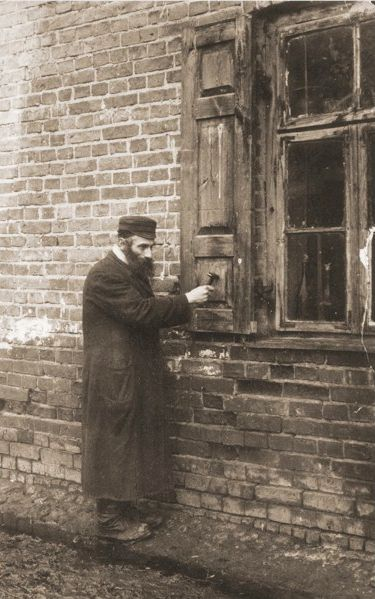
Габбай в Бяла-Подляска (Польша, 1926)

Габба́й (ивр. גַּבַּאי‎, от גבה‎ — «взимать платежи») — должностное лицо в еврейской общине или караимской религиозной общине, синагоге или кенассе, ведающее организационными и денежными делами.
В арамейских языках слово обозначает «казначей», «собиратель налогов».
Во время чтения Торы в синагоге два габбая выступали в качестве почётных стражей по обеим сторонам свитка. Их главной обязанностью являлось следить по печатному тексту и поправлять ошибки в чтении прихожан, поскольку в свитке Тора записана без гласных или знаков препинания.